# فيوليتو بايلا
فيوليتو بايلا (مواليد 8 يناير 1979) هو ملاكم فلبيني، مثّل بلاده في الألعاب الأولمبية الصيفية 2004.

## روابط خارجية
فيوليتو بايلا على موقع أوليمبيديا (الإنجليزية)